# Городоцький краєзнавчий музей
Городоцький краєзнавчий музей (G-MUSEUM) —  краєзнавчий музей у місті Городку; музейне зібрання, присвячене палеонтології Поділля, природі Подільських Товтр, археології та історії Городка і Городоччини, який має потужну експозицію присвячену пам'яті видатного мікробіолога Сергія Виноградського; міський осередок культури, що має сучасну картину галерею, яка є багатофінкціональною.

## Загальні дані
Городоцький  краєзнавчий музей  (G-MUSEUM) розташований у окремій будівлі (загальною площею 1300 м²) у центрі м. Городок за адресою: (Хмельницька область, Україна), Городоцький краєзнавчий музей, 32000, м. Городок, вул. Шевченка,20/1

## З історії музею

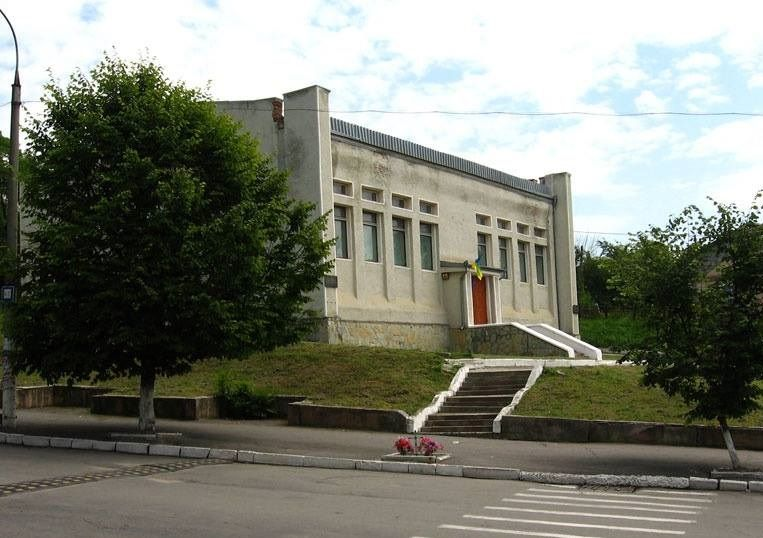
Так музей виглядав раніше

Краєзнавчий музей у Городку бере початок від 6 червня 1969 року, коли в приміщенні районного Будинку культури, у його двох кімнатах, було відкрито сім експозицій, що нараховували 768 експонатів. Від 1971 року ця збірка отримала почесне звання «Народний музей». Співробітників він тоді не мав, - музеєм на громадських засадах опікувалися ентузіасти районного будинку культури 
За незалежності України, 1993 року, Городоцький народний історико-краєзнавчий музей отримав нове окреме приміщення, яке використовував до 2016 року. 3 грудня 2002 року музей отримав статус державного закладу. А від 12 грудня 2002 року офіційну назву — Городоцький районний краєзнавчий музей.
Першим директором музею та його єдиним штатним співробітником став краєзнавець Іван Лаха. Значну роботу з художнього оформлення музею виконав місцевий художник Леон Радюк, а частину експозиції, присвячену природі та геології краю, підготував природознавець, ботанік та еколог Олександр Кльоц. Діяльність закладу була пов'язана з низкою імен місцевих краєзнавців. Серед них В. І. Соха, Л. І. Максимов, А. Малецький, М. М. Ковальчук, Т. С. Стан, В. М. Теклюк, М. М. Кушнір, І. В. Олійник. 2002 року пенсіонерка Нонна Миколаївна Пащенко передала музеєві колекцію старожитностей, яку збирала майже півстоліття.  
Проєкт споруди музею було виконано з помилками та без урахування особливостей крутосхилу, на якому його звели, та «слизьких» лесових ґрунтів.  За якийсь час будинок почав «сунутися», стіни вкрилися тріщинами, а дах - протікати. У 2012 році сумна ситуація з музейним приміщенням зацікавила уродженця Городоччини, доктора медицини та бізнесмена Миколу Гуменюка. Він вирішив власним коштом повністю оновити музей: перебудувати приміщення, оновити структуру музею та розширити його спрямованість. З 2016 року музей на реконструкції та реновації. 

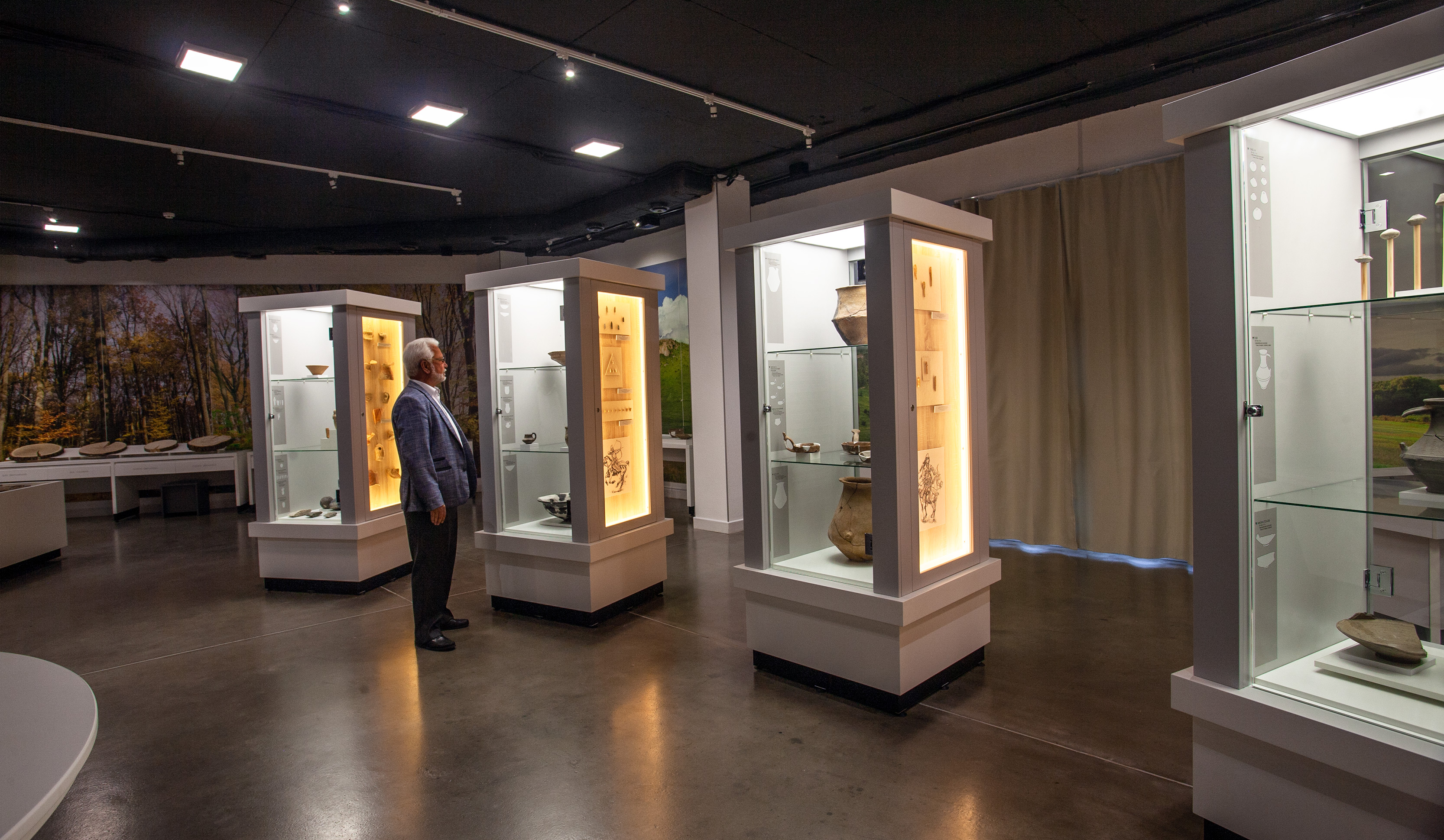
Археологічна експозиція

У 2018 році було завершено роботи зі зведення споруди нового музею, яка була перебудована практично повністю, залишивши від старої будівлі лише приблизно 5%. Після того велися внутрішні роботи. Для розробки проєкту експозиції залучили Майстерню музейних проєктів Олександра Антонця.
Вибір впровадження самої концепції G-MUSEUM не є випадковістю, адже саме на цій землі з 1905 по 1917 роки жив та працював видатний мікробіолог, завідуючий відділом агробактеріології інституту Пастера (Париж, Франція) – професор Сергій Миколайович Виноградський. 

## Фонди, експозиція

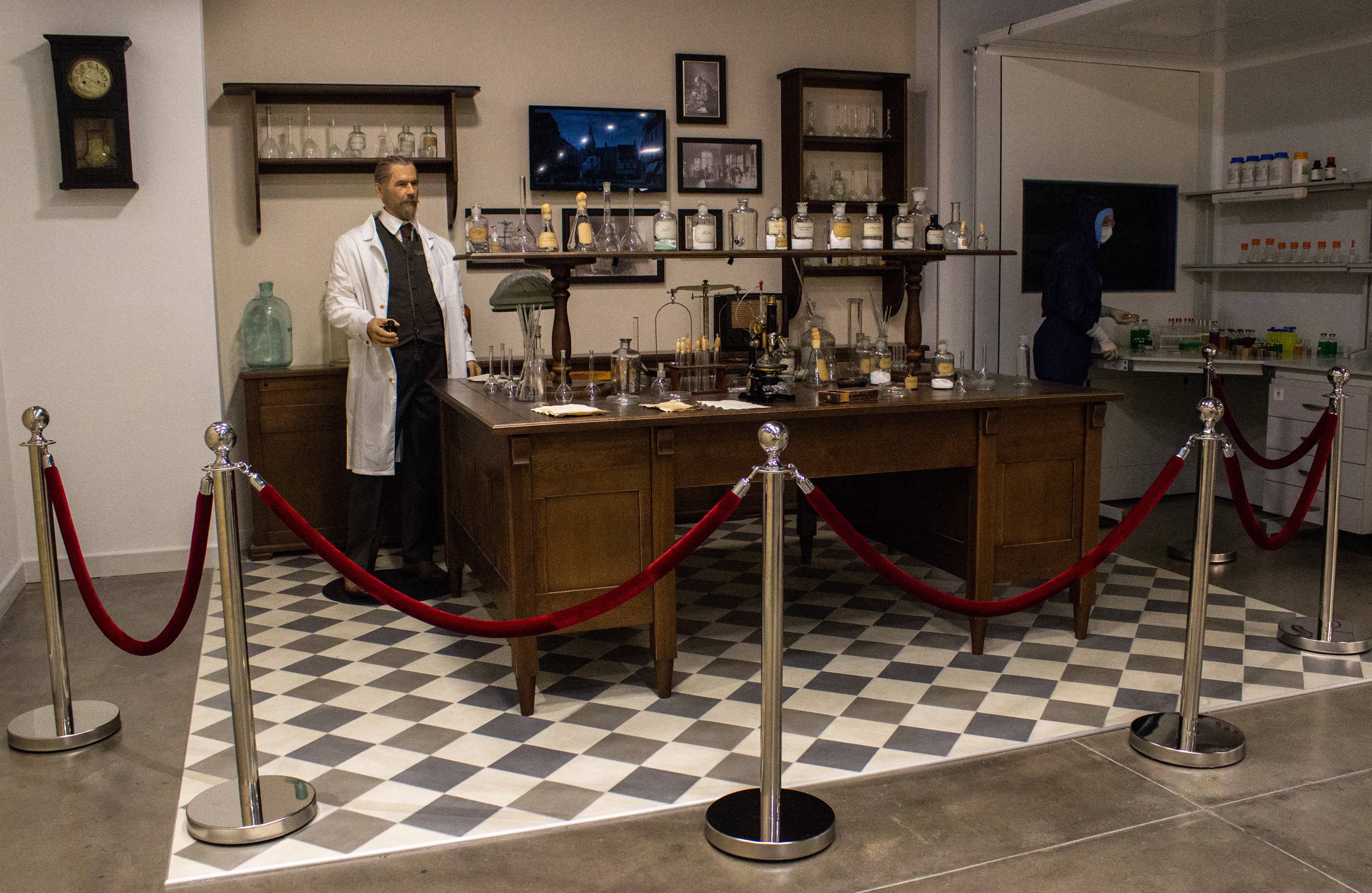
Відтворена лабораторія професора Сергія Виноградського в Інституті Пастера (Брі-Конт-Робер, Франція) та воскова фігура вченого

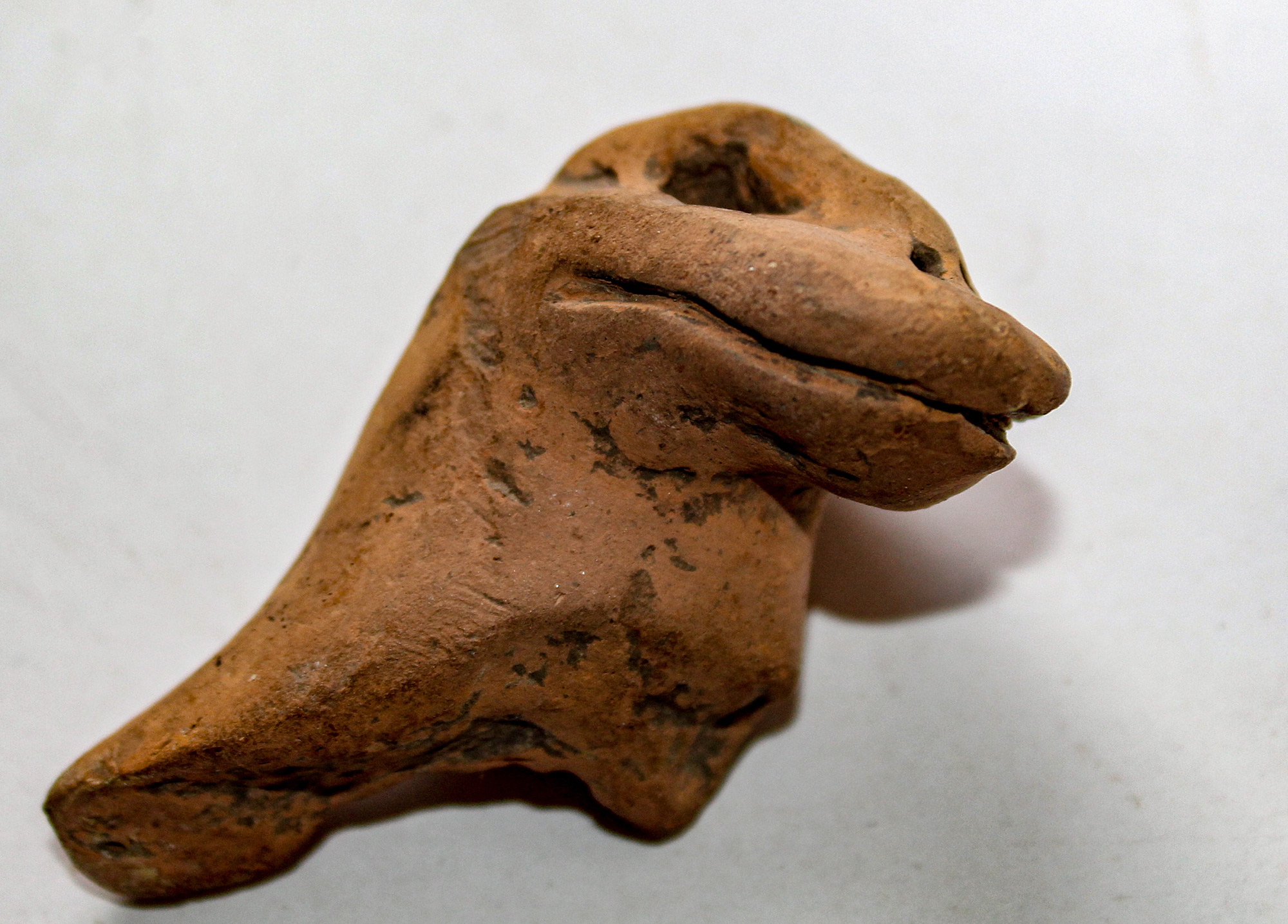
Голова змії. Трипільська культура

Фонди Городоцького краєзнавчого музею (G-MUSEUM) нараховують більше 7 тисяч одиниць зберігання, що відтворюють  минуле краю від Силурійського періоду (океан Палеотетіс) та Сармадського моря (палеонтологія) до сьогодення. 

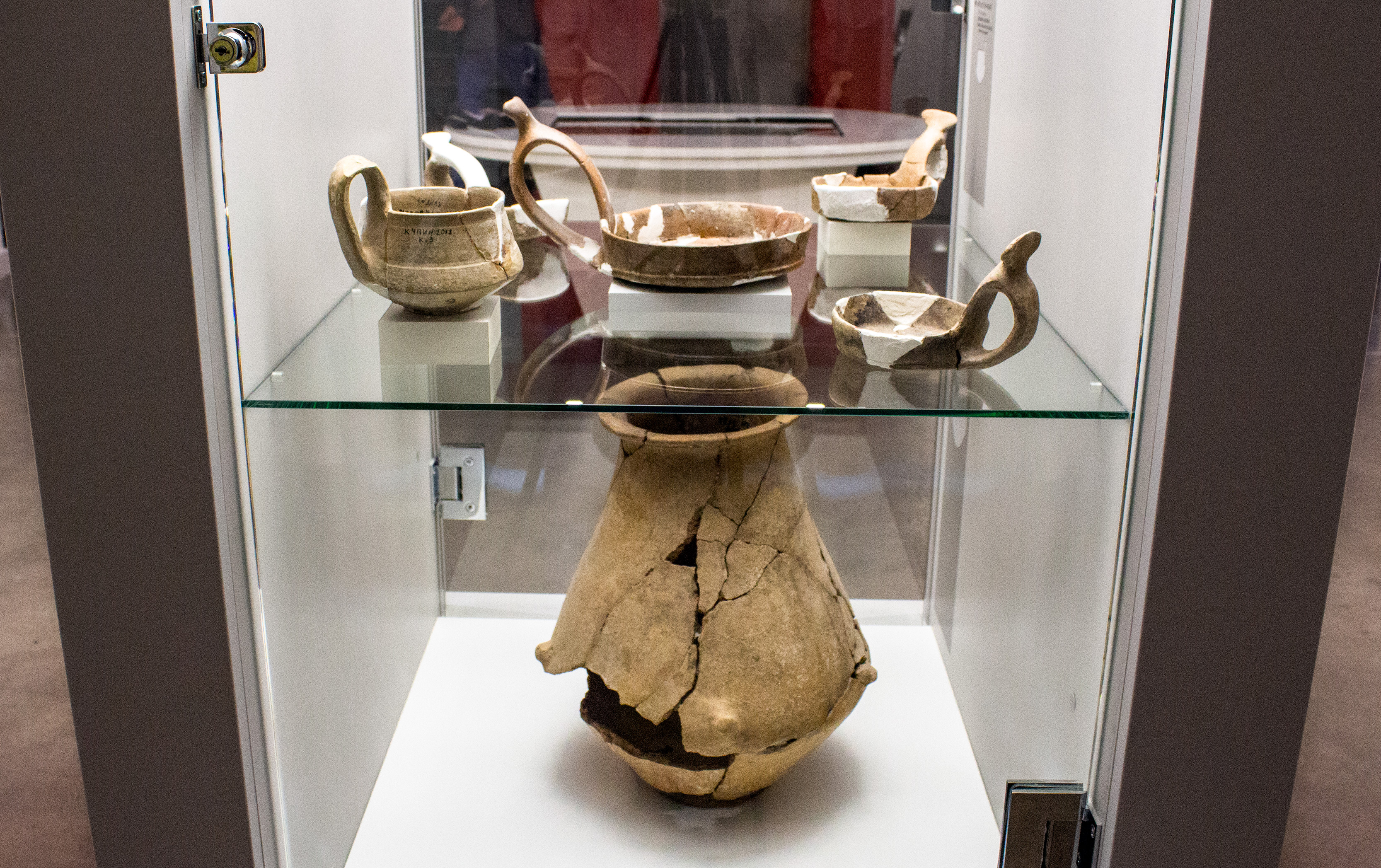
Артефакти ранньої залізної доби з кургану біля с. Купин

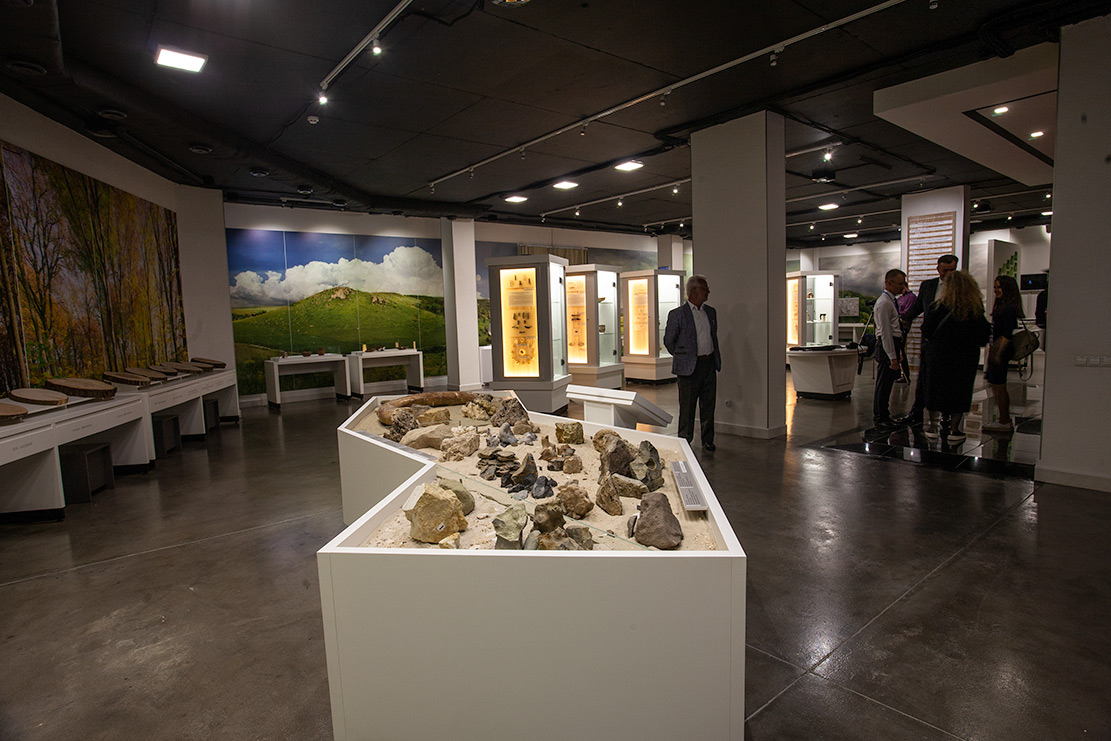
Частина природничої експозиції

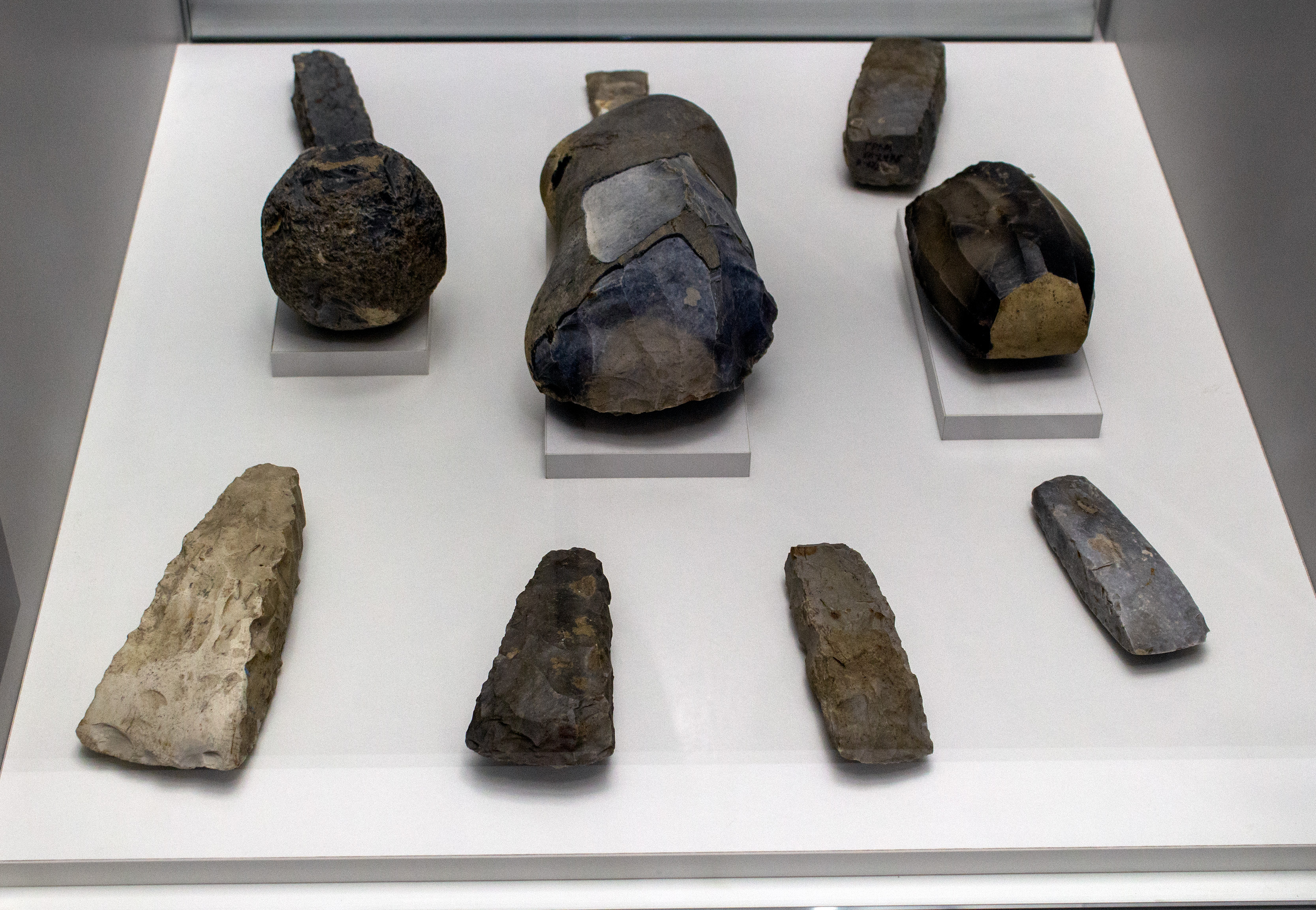
Знаряддя праці трипільської культури

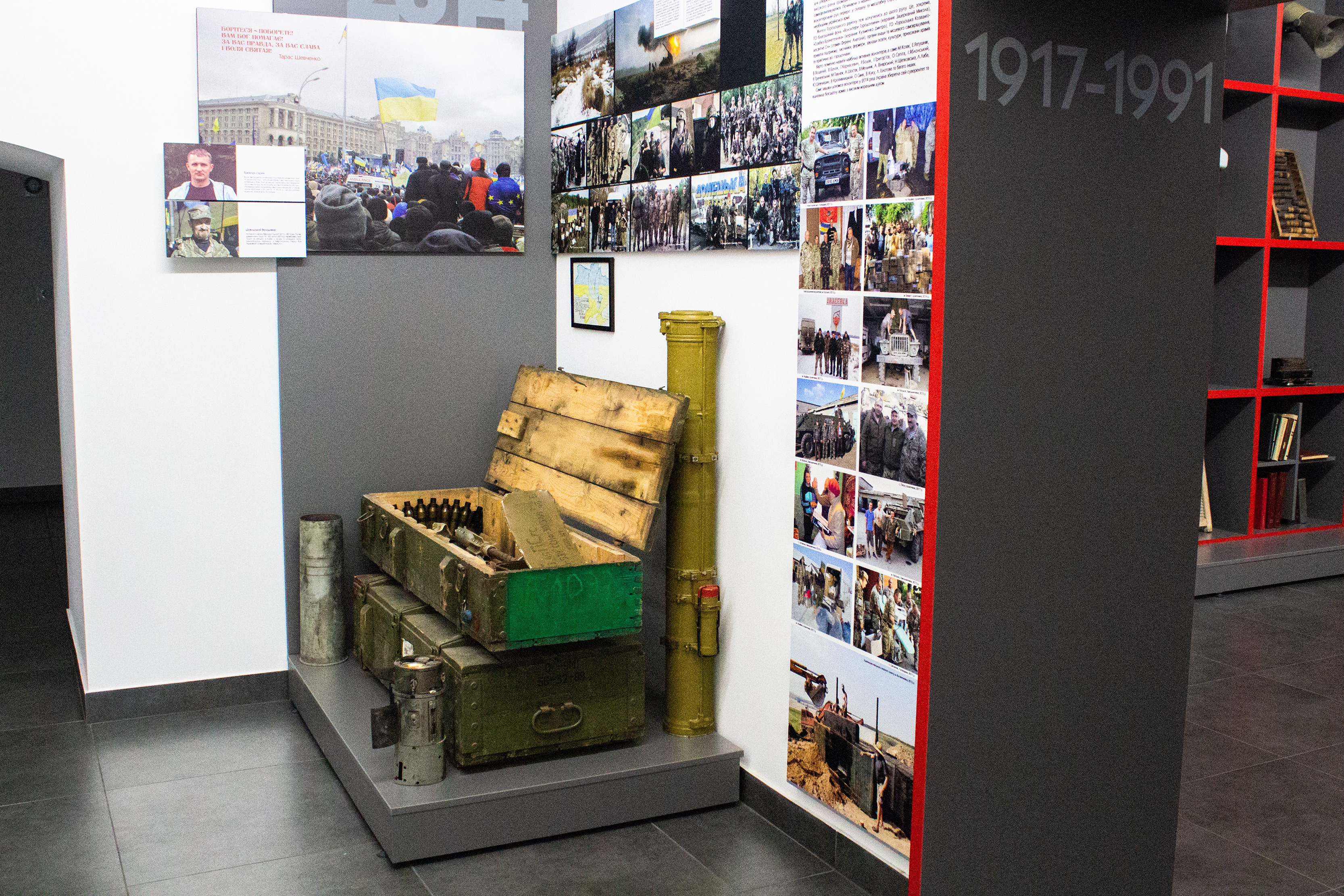
Частина експозиції присвячена російсько-українській війні (Фото станом на 2021 р. Наразі значно розширена)

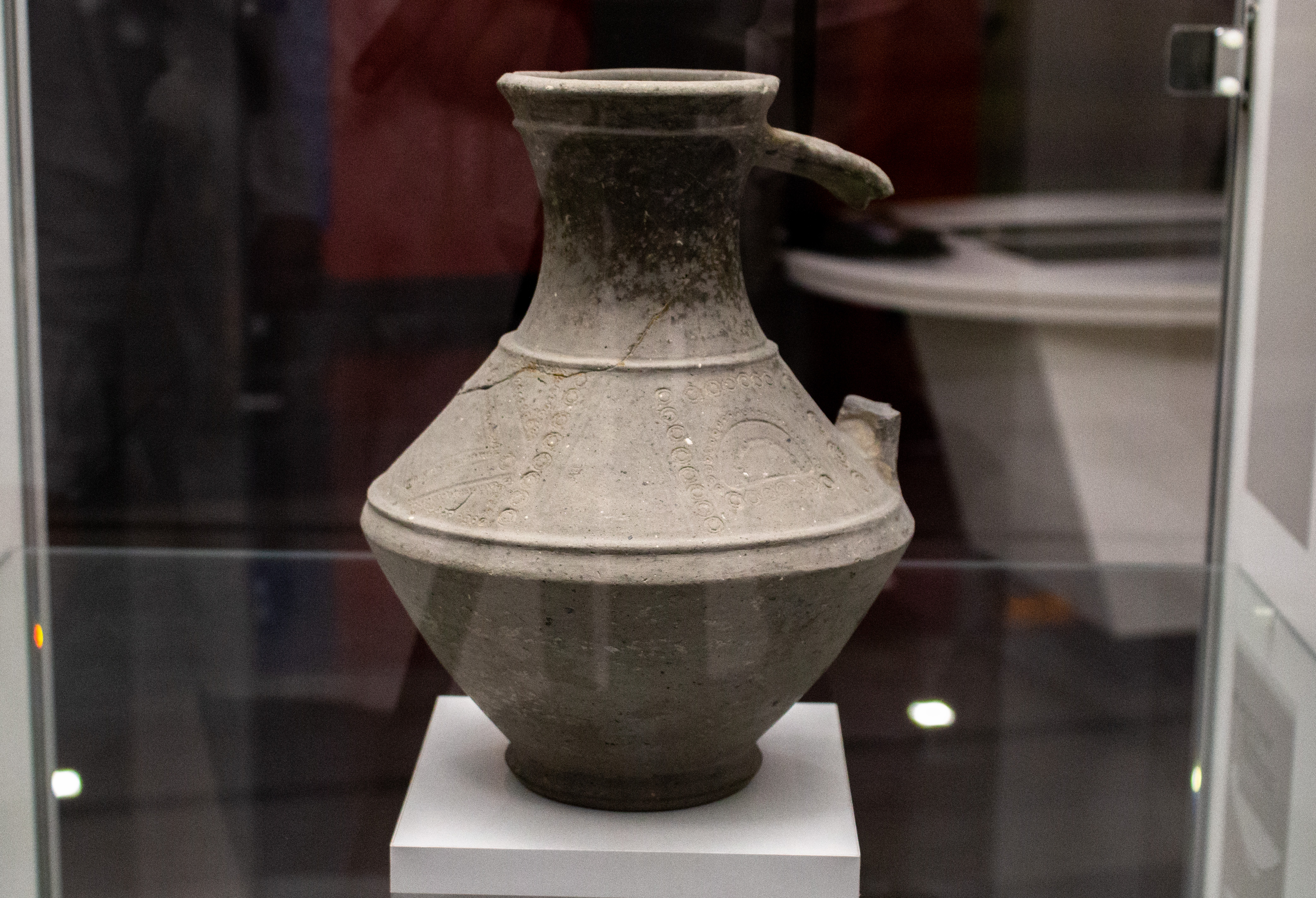
Орнаментована ваза черняхівської культури

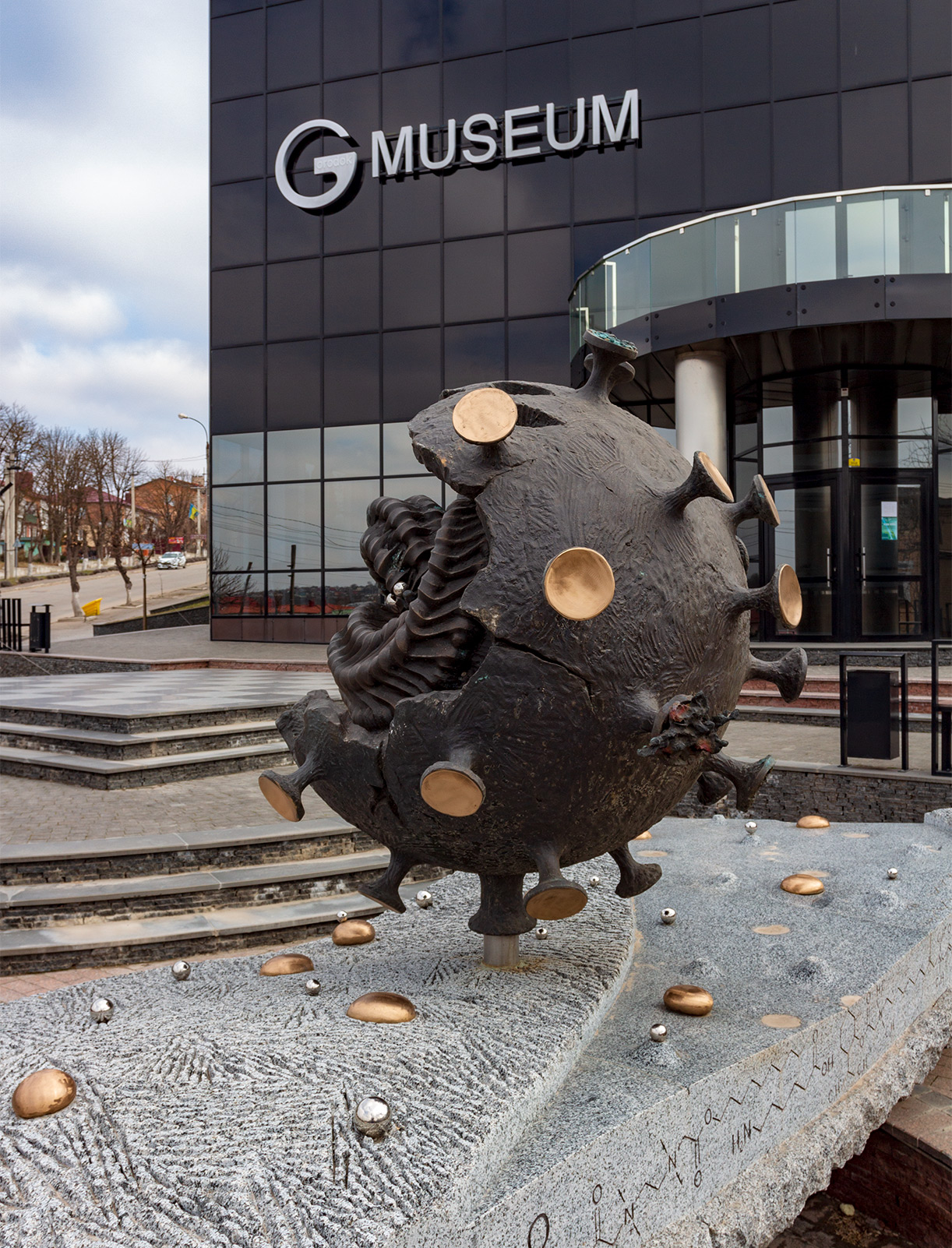
Скульптурна композиція "VICTORIUM"

Концепція G-MUSEUM спрямована на поєднання минулого з сучасним і майбутнім, що підкріплено сучасними технологіями (інтерактивні системи, відео та аудіосупровід тощо). Одна із центральних експозицій музею – відтворена лабораторія  професора Сергія Виноградського в інституті Пастера.  Воскова  фігура професора Виноградського створює відчуття особистої присутності видатного мікробіолога. 
Вік найдавніших експонатів обраховується мільйонами років. Це давні скам’янілі мешканці океану Палеотетіс (Верхній Силур). Передовсім давні корали та моховатки. Їхній вік дуже поважний понад 400 млн років!  Скам’янілості Сарматського моря на тлі силурійських практично юні -  якихось 10-12 млн. років. Серед давніх сарматських мешканців представлено різноманітні мушлі та фрагменти скам’янілого дерева. Вік більш юних палеонтологічних експонатів обчислюється усього десятками тисяч років – це фрагменти скелету мамонта. У тому числі бивень та зуби. 
Найдавніші археологічні артефакти належать до часів енеоліту. Знаменита трипільська культура  представлена знаряддями праці, зброєю, посудом, антропоморфними фігурками тощо. Гордість G-MUSEUM - фрагмент (голова) глиняної фігурки змії, що немає аналогів в жодній музейній збірці. 
Широко представлені археологічні артефакти ранньої залізної доби (скіфи). Передовсім це поховальний інвентар з курганів розташованих біля селища Сатанів та села Купин. Ці предмети  знайдені відомим подільським археологом Анатолієм Гуцалом.  
Цікаві предмети черняхівської культури - посуд, прикраси, давньоримські монети. 
Широко представлені артефакти часів Княжої доби - зброя, знаряддя праці, елементи кінської збруї, замки та ключі тощо. 
Часи козацтва представлені холодною зброєю та сучасною реконструкцією козацького вбрання XVII століття.
Широко представлені артефакти, що стосуються життя та побуту жителів Городка XVII-XVIIІ століть, знайдені під час археологічних досліджень 2017 та 2021 років експедиціями на чолі з археологом к.і.н. Павлом Нечитайлом. Серед них дуже красиві та різноманітні кахлі, фрагменти керамічного посуду, вироби з гутного скла, люльки, залізні вироби, у тому числі ніж XVII ст. із повністю збереженим дерев’яним руків’ям, монети тощо. 
Нікого не залишить байдужою експозиція присвячена Першій світовій війні та бою під Городком 4 (17) серпня 1914 року - одному із перших масштабних зіткнень між Австро-Угорською та Російськими імперіями. 
Цікавим експонатом G-MUSEUM є трактор «Універсал» 1934 року випуску — тривалий час він у неробочому стані стояв на постаменті, символізуючи радянську індустріалізацію, доки група шанувальників антикварної техніки на чолі з місцевим жителем А. Тернавським не відремонтувала його.
Велике зацікавлення у відвідувачів викликає зал радянського періоду, де зібрані звичайні побутові речі часів Радянського Союзу.  Старшим він цікавий тим, що тут можна згадати молодість та дитинство. Молодшим – подивитися на давно зниклі життя та з побуту речі, призначення деяких тепер навіть складно зрозуміти.  Школярам, зазвичай, найбільше подобається робочий патефон. 
Найновіша і найсумніша частина експозиції G-MUSEUM присвячена подіям російсько-української війни. Вона охоплює час від самого початку російської агресії в 2014 р. та до сьогодення. Тут можна дізнатися про героїв-земляків, які віддали своє життя за Свободу та Незалежність України, про тих хто захищає Батьківщину на фронті і про тих, хто допомагає фронту в тилу. 
Серед найцікавіших експонатів – ПЗРК «Стінгер», з якого збили російського штурмовика, та тубус знаменитого протитанкового комплексу «Джавелін». Цікавими є і ворожі трофеї – фрагменти збитого російського безпілотника, каски, бронежилети та інші предмети амуніції загарбників. 
Крім того у музейних запасниках зберігається значна кількість фотографій, археологічних знахідок, літератури, архівних матеріалів з історії міста та громади. Експозиція G-MUSEUM постійно поповнюється новими експонатами, зокрема 2022 року вона поповнилася археологічними знахідками краєзнавця Дмитра Полюховича (виключно підйомний матеріал, зібраний на місці земляних робіт), а у 2022-2023 артефактами російсько-української війни, переданими учасниками боїв, та волонтерами. Серед останніх - відомий режисер Олекса Негребецький. 
Співробітники G-MUSEUM також розробили ряд туристичних маршрутів теренами Городка та Городоцької громади. 

## G-Museum: 2021-2022 рр.

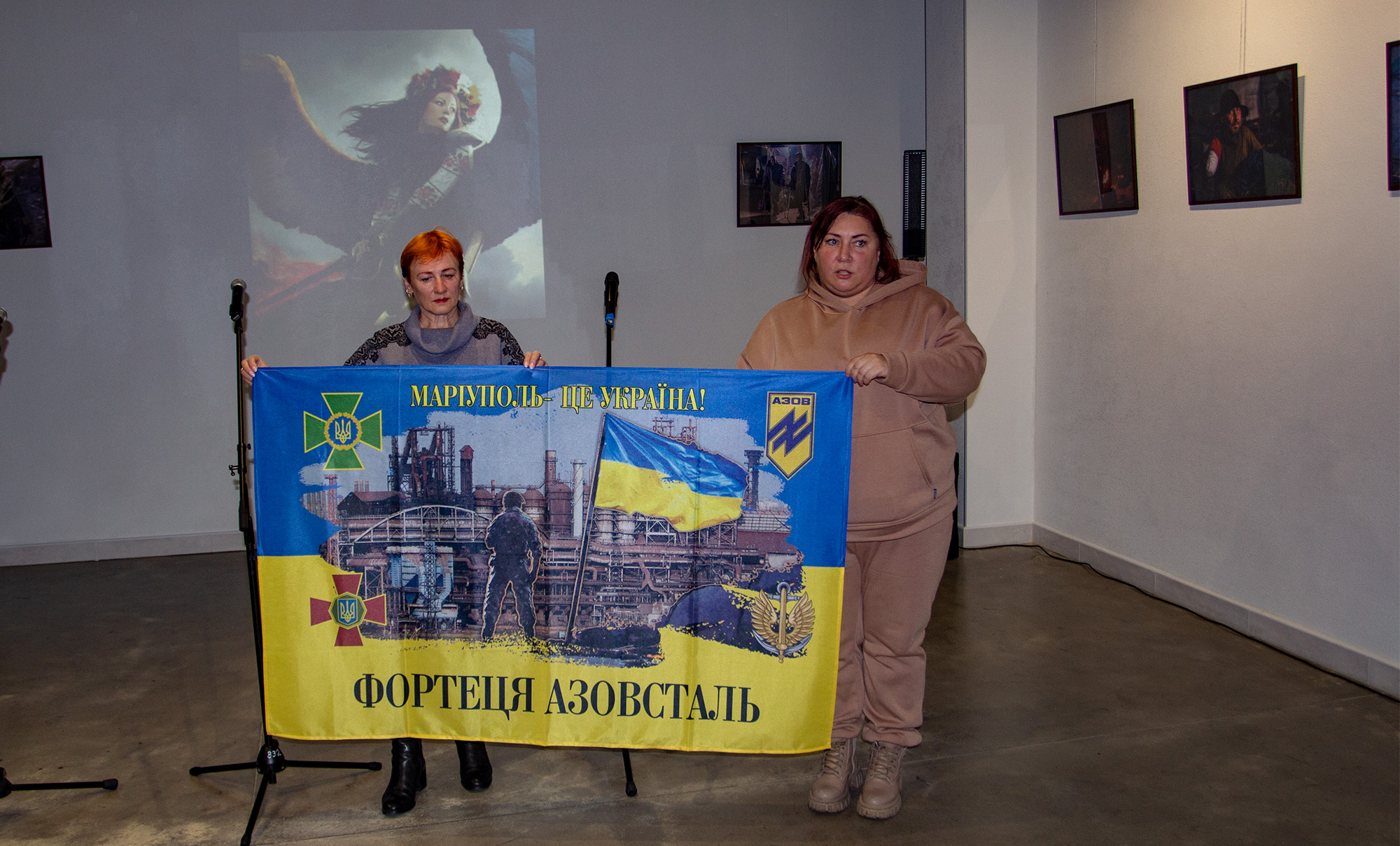
Представниці організації "Жінки зі сталі" дарують "G-museum" символічний прапор захисників Азовсталі

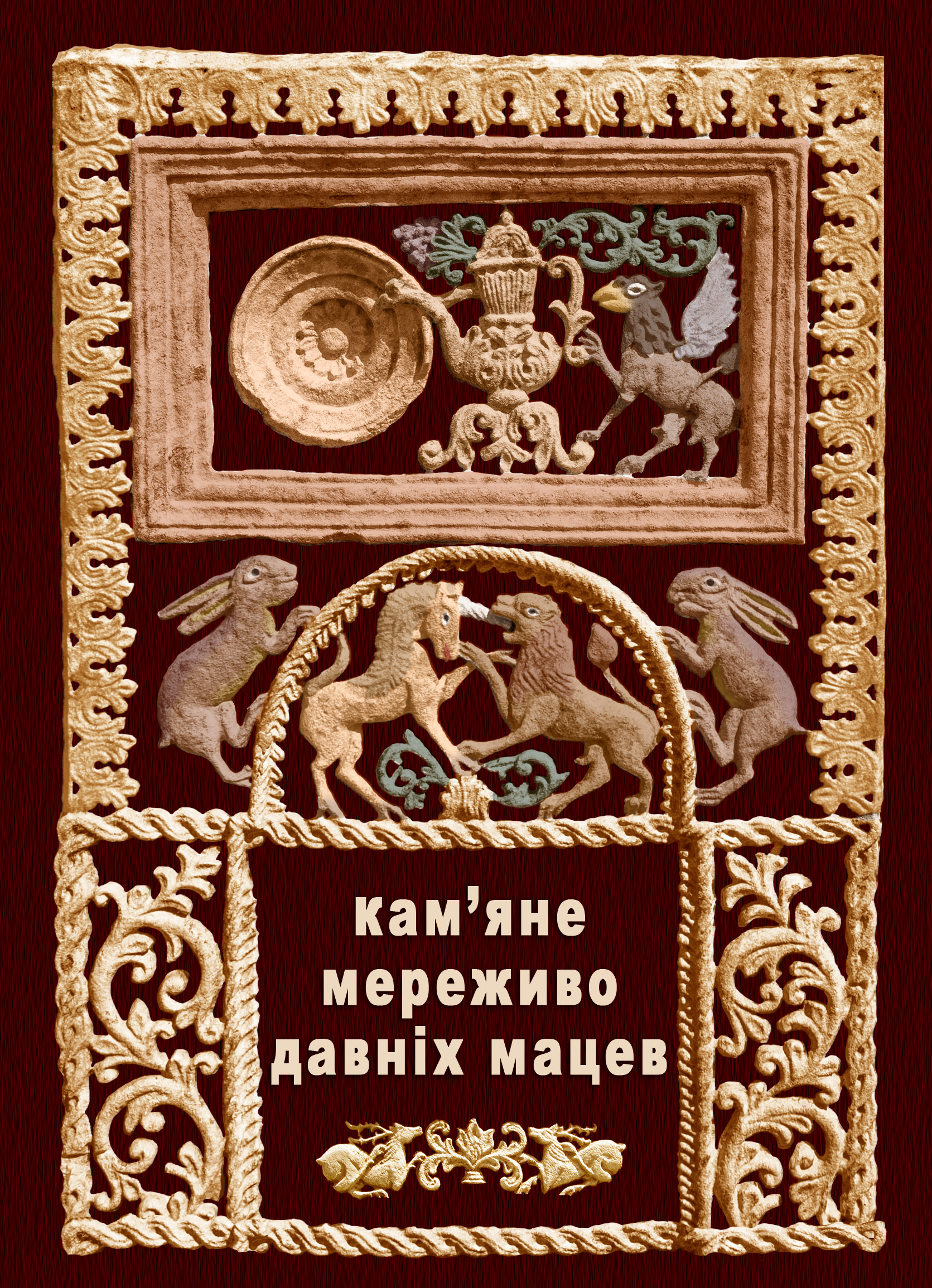
Постер, присвячений виставці традиційного єврейського мистецтва, яка мала широкий міжнародний резонанс

29 травня 2021 року офіційно відкрили оновлений Городоцький краєзнавчий музей «G-Museum». Споруда музею та його обладнання виконані за найновішим словом світових музейних технологій: інтерактивні екрани та монітори, аудіо й відеосистеми та інше.
У комплексі, окрім простору природничих та історичних експозицій, функціонує ще й «Аrt-простір» - місце для виставок художників, майстер-класів, проведення різноманітних дискусійних форматів. 
У 2022 р. проведено благодійну виставку художника, іконописця Петра Войталюка. У вестибюлі музею тривала виставка учнів художньої школи «Війна очима дітей» та виставка пам’яті Шкромиди Віктора, земляка, військового, який загинув за Україну.  
У 2022 року до Дня будівельника в музеї діяла виставка старовинної цегли та черепиці. У вересні 2022 року, напередодні свята Рош ха-Шана, G-museum провів виставку присвячена традиційному єврейському мистецтву України, на якій було представлено майже 40 робіт краєзнавця, історика  і фотографа Дмитра Полюховича. У грудні 2022 відкрилася виставка світлин захисника Маріуполя Дмитра Козацького ("Ореста").
При G-MUSEUM працює Школа природничого напрямку «Городок» - соціальний проект G-school, яка має сучасну лабораторію, де учні шкіл міста Городок Хмельницької області мають можливість оволодіти навичками прикладної роботи за напрямом природничих наук та свідомо робити вибір майбутньої спеціальності. 

## G-Museum в 2023 році
На початку року – у січні 2023 р. зберігача фондів Городоцького краєзнавчого музею, у зв’язку із мобілізацією, призвано на службу в Збройні сили України. Невдовзі, 18 березня Павло Анатолійович Залуцький загинув неподалік населеного пункту Оріхово-Василівка Бахмутського району Донецької області. 
У 2023 році Городоцький краєзнавчий музей став організатором і співорганізатором кількох заходів. Найбільшими стали:
1. Презентація виставки «Рік війни. Небо забирає кращих із кращих»
2. Презентація виставки агітаційних патріотичних плакатів «Історію знаємо, героїв пам’ятаємо» – роботи вихованців Мистецької школи «Городоцька дитяча художня школа» та городоцького художника Петра Войталюка[13]
3. Презентація виставки «Люди Свободи. Гаранти незалежності» Українського інституту національної пам'яті
4. Презентація виставки «Україна. Війна в Європі» Українського інституту національної пам'яті
5. Презентація виставки «Українська повстанська армія – відповідь нескореного народу» Українського інституту національної пам'яті
6. Презентація фотовиставки «Україна в Антарктиці: дослідження та незламність» Міністерства освіти і науки України та Національного антарктичного наукового центру
7. Презентація виставки «Українська революція 1917-1921 рр. 100 років боротьби» Українського інституту національної пам'яті, присвячена пам'яті Павла Залуцького (1990-2023)
8. Презентація персональної виставки Неллі Павлової «Мінливий простір»
9. Презентація виставки «Спротив геноциду» Українського інституту національної пам'яті
10. Мандрівна виставка ілюстрацій «Тихий фестиваль відповідальності», створена митцями «Pictoric» за мотивами 15 пунктів Декларації відповідальності людини Богдана Гаврилишина[14]
11. Презентація виставки банерів «Українське військо 1917 – 1921» Українського інституту національної пам'яті
12. Майстер-клас з Подільського декоративного розпису, який проводила писанкарка, народна майстриня з Зінькова Галина Бернацька[15]
13. “Дзвінок в Антарктиду”: спілкувалися з українськими науковцями, які перебувають у цілорічному відрядженні на антарктичній станції «Академік Вернадський».
14. Проведення круглого столу, приуроченого до 140-річчя від дня народження громадського і політичного діяча, письменника Павла Богацького[16]
15. Благодійний концерт викладачів та випускників Городоцької музичної школи для збору коштів на придбання приладів нічного бачення[17]